# Archivo Histórico Municipal de Valladolid
El Archivo Histórico Municipal de Valladolid es el archivo responsable de la custodia, tratamiento y difusión de la documentación producida por los órganos de gobierno de la ciudad de Valladolid. Se encuentra ubicado en la Iglesia de San Agustín.

## Historia
El archivo alberga documentación que data desde el siglo XII hasta la actualidad. El documento más antiguo es un privilegio de Enrique I de Castilla por el que se dona al Concejo de Valladolid la villa y castillo de Cabezón de Pisuerga, en reconocimiento de la fidelidad del concejo al rey frente a los enfrentamientos con la nobleza. 
El primer indicio del archivo es la antigua arca de las tres llaves, datada al menos desde 1375. El arca contenía así la documentación más importante del concejo vallisoletano y era custodiada por tres regidores llamados "llaveros" en la iglesia de San Miguel, aunque también estuvo en San Pelayo, la colegiata de Santa María y el convento de San Francisco. En los siglos XV y XVI la ciudad experimenta un gran crecimiento y desarrollo, por lo que su concejo fue adquiriendo cada vez más competencias y poder. Es en 1507 cuando empieza a denominarse  "archivo" y se traslada al edificio de las Casas Consistoriales de la Plaza Mayor, edificio que fue levantado por Juan de Herrera y que es el antecesor del actual edificio del Ayuntamiento.

## Fondos
| I.- Gobierno - Concejo/Ayuntamiento Pleno - Corregimiento - Alcalde - Comisión de Gobierno - Comisiones del Pleno - Comisión Permanente - Junta de Gobierno Local - Consejos consultivos - Juntas Generales | II.- Administración - Secretaría/Escribanía - Registro General - Patrimonio - Personal - Servicios Jurídicos - Contratación - Archivo - Relaciones con otras instituciones físicas o jurídicas | III.- Servicios - Obras y Urbanismo - Servicios agropecuarios, piscícolas, cinegéticos e industriales- Promoción Económica - Abastos y Consumo - Transporte - Seguridad ciudadana - Sanidad - Protección del medio ambiente - Parques y jardines - Beneficencia y Acción Social - Educación – Formación- - Cultura - Deporte - Población - Quintas y milicias - Elecciones - Acción vecinal y Participación Ciudadana - Información Geográfica- Cartografía Municipal | IV.- Hacienda - Presupuestos - Contabilidad - Recaudación - Ingresos - Habilitación | V.- Documentación externa - Hospital del Esgueva - Asociación de la prensa - Sociedad Industrial Castellana - Consorcio Conmemoración V Centenario Presencia Española en América - Consorcio Conmemoración IV Centenario Título de Ciudad - Fondo Araceli Simón - Teatro Calderón - Fondos fotográficos de donaciones privadas - Plásticos Santos - Consorcio de Enseñanzas Artísticas - Casa de Zorrilla |